# United Kingdom Hydrographic Office
Hydrografický úřad Spojeného království (anglicky United Kingdom Hydrographic Office (UKHO)) je vládní organizace Spojeného království odpovědná za poskytování hydrografických a mořských geoprostorových dat.
UKHO sídlí v Tauntonu v Somersetu ve Spojeném království.
Cílem UKHO je chránit životy na moři. Některé z jejich priorit jsou: zůstat světovým lídrem v moderní a progresivní hydrografické službě, zlepšit/propagovat bezpečnost života na moři pro všechny námořníky a být uznáván jako aktivní klíčový hráč v mezinárodní hydrografické komunitě.

## Publikace
UKHO každoročně vydává řadu publikací. Tyto publikace jsou často k dispozici v papírové nebo digitální verzi.
Kromě námořních map vydává UKHO také následující publikace:
Admiralty Sailing Directions (Admiralitní pokyny k plavbě):
Určeno pro všechny třídy námořníků na všech lodích. Jedná se o 75 svazků, které pokrývají celý svět. Jsou doplňkem námořních map.
Admiralty Tide Tables (Admiralitní přílivové tabulky):
Tato publikace obsahuje výšky a časy přílivu a odlivu pro 230 standardních přístavů a pro 6000 vedlejších přístavů. Tabulky poskytují informace pro většinu oceánů za celý rok.
Admiralty List of Radio Signals (Admiralitní seznam rádiových signálů):
Tento seznam obsahuje informace o všech oblastech námořní radiokomunikace. Seznam obsahuje celkem 6 svazků, některé svazky jsou dále rozděleny.
Admiralty List of Lights and Fog Signals (Admiralitní seznam světel a nautofonových signálů):
U všech majáků, světelných lodí, osvětlených bójí větších než 8 m a mlhových signálů je uvedeno mezinárodní číslo, výška ve vztahu ke střední hladině vody při jarním přílivu nebo MHWS, přesná poloha atd. Seznam se skládá ze 13 svazků, které pokrývají celý svět.
Admiralty Mariner's Handbook (Příručka námořníka Admirality):
Jedná se o příručku, která se zabývá hlavními oblastmi námořní navigace, jako je používání námořních map, námořní komunikace atd.

## Informace o námořní bezpečnosti
V roce 2013 bylo vydáno více než 1800 navigačních varování a 5400 upozornění pro námořníky. UKHO je mimo jiné zodpovědná za vydávání oznámení námořníkům, rádiových výstrah pro plavbu a informací pro námořníky týkajících se bezpečnosti.